# بين فولر
بين فولر (بالإنجليزية: Ben Fowler)‏ هو لاعب كرلنغ بريطاني، ولد في 9 ديسمبر 1993 في Pembury ‏ في المملكة المتحدة.

## وصلات خارجية
- بين فولر على موقع الاتحاد الدولي للكرلنغ (الإنجليزية)